# Street Sharks - Quattro pinne all'orizzonte
(Motto degli Street Sharks)
Street Sharks - Quattro pinne all'orizzonte (Street Sharks) è una serie televisiva a cartoni animati prodotta da DiC Entertainment. La sigla è scritta da Alessandra Valeri Manera (testo) e Silvio Amato (musica) ed interpretata da Enzo Draghi con il Coro dei Piccoli Cantori di Milano.

## Trama
A Fission City, inquinatissima megalopoli, il dottor Paradigm ruba le ricerche effettuate dal dottor Bolton sulle modifiche genetiche, con l'intento di sperimentarle. Colto in flagrante da Bolton, Paradigm arriverà a trasformare lo scienziato in un mostro, che scappa dal laboratorio. Successivamente cattura i quattro figli del dottor Bolton, John, Bobby, Coop e Clint, inietta loro il DNA di alcuni squali e in seguito questi si trasformano in quattro squali umanoidi e dalla grande forza fisica: i quattro fratelli decidono di formare un team chiamato Street Sharks (come dice la sigla stessa) intento a combattere il crudele dottor Paradigm per impedirne i piani di conquista e recuperare le loro sembianze umane. La serie è incentrata sui loschi piani del dottore e sul costante tentativo di catturare i fratelli per costringerli ad obbedire al suo volere, nonché a prendere il controllo dell'intera città. Gli Street Sharks intervengono di volta in volta, risolvendo anche le situazioni più pericolose grazie, ironia della sorte, alle capacità che lo stesso dottor Paradigm, ora trasformato in dottor Piranha, ha dato loro.

## Personaggi

### Protagonisti
- Rip (John Bolton): è il più intelligente e creativo fra i quattro fratelli, esperto di informatica e abile chimico, nonché leader del gruppo. È rinomato per le sue capacità di pilota delle due ruote ed è un amante del biliardo. Dopo la trasformazione ha le sembianze di un grande squalo bianco e ottiene una sorta di senso radar con cui riesce a captare le presenze circostanti.
- Streex (Robert "Bobby" Bolton Jr.): amante degli sport estremi, porta sempre i rollerblade. Dopo la trasformazione ha le sembianze di uno squalo tigre. È velocissimo e possiede artigli retrattili come un felino. È spesso soggetto a critiche a causa del suo forte narcisismo.
- Jab (Clint Bolton): è il più pigro e al tempo stesso il più spericolato fra i fratelli Bolton, amante della boxe, cultore del volo via jet pack e della guida di veicoli terrestri, e molto abile con la tecnologia. Dopo la trasformazione ha le sembianze di uno squalo martello. La posizione degli occhi gli consente una visione molto più ampia del normale e la durezza del capo gli consente di sferrare potenti colpi capaci di abbattere anche le strutture più resistenti.
- Big Slamm (Coop Bolton): è il più sportivo e possente del gruppo e amante del football. Dopo la trasformazione ha le sembianze di uno squalo balena. Nella serie dimostra di essere, oltre che il più grosso dei suoi fratelli, anche il più potente. Celebre è il suo "Effetto Slamm", una scossa tellurica micidiale scatenata da forti colpi vibrati a terra.

### Alleati
- Benz: è il genio universitario che fornisce agli Street Sharks il covo, apparecchiature e mezzi sofisticati. È il migliore amico dei quattro fratelli.
- Lena Mack: è l'assistente di Paradigm, è estremamente intelligente e molto amica di Benz. Quando scopre i malvagi piani del dottore e conosce gli Street Sharks, decide di aiutarli ogni qualvolta può facendo da spia.
- Rox (Melvin Kresnik): un cantante rock esordiente che in vista di un importante festival si reca a Fission City. In seguito ad un incidente incapperà in un tetro albergo nel quale si nascondeva il Dr. Bolton. Dopo aver casualmente mangiato dei pop corn modificati e dell'acqua contaminata si trasformerà in uno squalo mako dalla lunga capigliatura. Rox diverrà amico di Streex, con cui suonerà in concerto, e sarà un prezioso alleato degli Street Sharks. Riceverà in dono dai quattro fratelli una chitarra a forma di squalo.
- Moby Lick (Jets Taylor): è un tentativo di Piranha di creare un nuovo scagnozzo, combinando il suo DNA con quello di un'orca. Riesce tuttavia a liberarsi dal suo controllo mentale e si allea con gli Street Sharks. Dopo alcuni episodi partirà in solitaria alla ricerca di avventure e diverrà un ambientalista dedito alla lotta contro il bracconaggio e l'inquinamento doloso. Moby Lick ha una lunga lingua prensile (dalla quale prende il nome), una grande forza e può aspirare acqua che successivamente spara dal suo sfiatatoio. È un grande amico di Jab e Benz.
- El Swordo: è un artista circense chiamato "Mangia-spade" che lavora con un pesce spada di nome Spike, suo caro amico. A causa di un incidente causato da Piranha il suo DNA si fonde con quello di Spike. Diventa così un coraggioso spadaccino e si allea con gli Street Sharks.
- Mantaman (Dr. Terrence "Terry" Morton): è uno scienziato che ha trovato un alieno racchiuso in una pietra, conservato su un'astronave, poi trasformato in manta, che si allea con gli Street Sharks. Quest'ultimo viene risvegliato da Pirahna e affrontato dagli Street Sharks. Morton, per aiutarli, si inietta un siero di DNA di manta combinato con quello dell'alieno trasformandosi anch'esso. Alla fine dell'episodio si dirige sulla terra tuffandosi nello spazio. Ha un fratello minore di nome Ryan.
- Dino Vengers (Dino Vendicatori): una squadra speciale di dinosauri mutati provenienti da un altro mondo ove tutti sono dinosauri antropomorfi. Dopo essersi sottoposti ad una modifica genetica diventano molto più potenti, pronti ad ostacolare i piani dei malvagi Raptors. Si alleano spesso con gli Street Sharks. Questi dinosauri sono successivamente i protagonisti della serie Extreme Dinosaurs.
- Dr. Robert Bolton: il padre dei fratelli Bolton. La prima volta che appare, sta cercando di fermare Paradigm ma egli lo trasforma in una creatura non identificata, che riesce a scappare. Durante la serie si tiene sempre in contatto con i suoi figli e li aiuta di nascosto. Non è ben chiaro cosa sia diventato, anche se si può notare la sua ombra come qualcosa di gigantesco e mostruoso che lascia una traccia melmosa, alto più di tre metri e dotato di una forza sovrumana. Bolton rifiuta di farsi vedere dai suoi figli in quanto non vuole che essi vedano cosa è diventato. Gli Street Sharks raccontano che nonostante il loro padre fosse uno scienziato, eccelleva in qualsiasi tipo di sport. I figli hanno cercato numerose volte di provare a batterlo da piccoli, senza mai riuscirci. Paradossalmente Paradigm, lo ha trasformato nel mostro più forte di tutte le sue creature.
- Guy In the Sky: è un giornalista sempre a caccia di notizie che sorvola costantemente la città su un elicottero.

### Nemici
- Dr. Piranha (Dr. Luther Paradigm): è uno studioso e un docente universitario, animato da megalomania e perversione scientifica. Porta una benda sull'occhio e successivamente si equipaggerà con un'eco-tuta robotica. Laureatosi all'età di nove anni, è un genio accecato dalla sete di potere e di gloria, convinto di essere al di sopra di qualsiasi legge e quindi in diritto di rimodellare a suo piacimento gli esseri viventi. Per quanto non lo ammetta mai, soffre di un fortissimo complesso di inferiorità nei confronti del Dr. Bolton, padre dei quattro ragazzi e un tempo suo allievo. Trasforma sia lui sia i suoi figli e ne diviene il principale antagonista per l'intera serie. Accidentalmente si inietta del DNA di piranha, che gli conferisce dei tratti del succitato pesce, con denti aguzzi e volto deforme ogni volta che è preda dell'ira: da allora verrà appellato dottor Piranha. Desideroso di diventare una creatura superiore e perfetta, collaborerà con i Raptors allo scopo di ricevere un campione del loro DNA, ma il leader Bad Rap lo ingannerà consegnandogli il DNA di una lucertola.
- Slobster: è un'aragosta antropomorfa creata da Pirahna iniettando nel crostaceo del DNA umano. Estremamente malvagio, si dimostra però piuttosto incapace nella maggior parte dei casi, è anche il più rispettoso nei confronti del dottore. Agisce sempre in coppia con Slash.
- Slash: altro esperimento di Pirahna, è un Marlin antropomorfo con un naso a trivella. Possiede un particolare innesto che lo rende più intelligente dei suoi compagni, ma al tempo stesso è anche uno dei più deboli. Segue fedelmente gli ordini del Dottore ed è molto spesso geloso nei confronti dei nuovi arrivati, dimostrando subito insofferenza.
- Killermaro: terzo esperimento di Pirahna, creato da un calamaro catturato sulla Grande barriera corallina australiana. Possiede quattro arti superiori ed è in grado di lanciare arpioni naturali dalla bocca e dalle sue ventose, intrisi di un potente veleno. Nella sua prima apparizione riesce quasi ad uccidere Jab, che però viene salvato da Benz e da Lena grazie a un antidoto. Killermaro ha un rapporto di rivalità con il compagno Slash. Ad un certo punto della serie ingerisce del cibo modificato da Piranha che aumenta la sua massa e la sua forza, tanto da tenere testa a Slamm, accrescendo anche la sua ostilità.
- Repteel (Sig. Cunneyworth): è l'unico degli scagnozzi di Pirahna ad essere stato creato da un umano. Era il direttore del tetro albergo dove inizialmente si nascondeva il dottor Bolton. Dopo che gli Street Sharks hanno distrutto il suo hotel, non avendo amici o famiglia, ha acconsentito che Piranha incrociasse il suo DNA con quello di una murena e di un'anguilla elettrica. Egli si nutre di energia elettrica ed è in grado di lanciare piccole anguille cariche di elettricità direttamente dalle mani. Repteel, non prova alcuna nostalgia della sua vecchia vita umana, trovandosi invece molto bene nella sua nuova condizione di essere sovrumano.
- Shrimp Louie: è  un gamberetto, il più debole fra gli scagnozzi di Piranha. Molto goffo e fifone. Come armi usa dei cannoni laser.
- SharkBot: viene creato da Piranha con la robotica per tirar fuori di prigione Repteel. Viene poi riprogrammato dagli Street Sharks per distruggere il laboratorio di Piranha e poi viene eliminato. Viene in seguito ricostruito come Sharkbot 2.0 e rimane una grande minaccia per gli Street Sharks fino a quando viene distrutto.
- Raptors: una banda composta da 3 velociraptors, che sono i nemici principali della serie Extreme Dinosaurs.

## Episodi
| Stagione         | Episodi | Prima TV Stati Uniti |
| ---------------- | ------- | -------------------- |
| Prima stagione   | 13      | 1994                 |
| Seconda stagione | 19      | 1995                 |
| Terza stagione   | 8       | 1996-1997            |

## Doppiaggio italiano
- Marco Balzarotti: Rip
- Patrizio Prata: Slamm
- Claudio Ridolfo: Jab
- Diego Sabre: Streex
- Daniele Demma: Benz
- Patrizia Scianca: Lena
- Riccardo Peroni: Guy-in-the-Sky
- Mario Scarabelli: Dr.Piranha
- Tony Fuochi: Slobster
- Enrico Bertorelli: Slash
- Antonio Paiola: Killermaro; Bolton; Bad Rap
- Marco Pagani: Repteel (1ª voce)
- Guido Rutta: Louie
- Nicola Bartolini Carrassi: Rox
- Stefano Albertini: Moby Lick (1ª voce); Repteel (2ª voce); Stegz
- Mario Zucca: Moby Lick (2ª voce); Blade
- Claudio Moneta: Mantaman; Spittor
- Davide Garbolino: ragazzo mutante
- Simone D'Andrea: Pugslett
- Riccardo Lombardo: Grecko; T-Bone
- Gianfranco Gamba: Bullzeye
- Pino Pirovano: Spike

Il doppiaggio è stato effettuato alla Deneb Film di Milano ed è stato diretto da Guido Rutta, doppiatore di Louie.